# Alberto David
Pour les articles homonymes, voir David.
Alberto David est un joueur d'échecs luxembourgeois puis italien né le 26 mars 1970 à Milan. Grand maître international depuis 1998, il a obtenu la nationalité italienne en 2012 et remporté le championnat d'échecs d'Italie en 2012 et 2016.
Au 1er décembre 2015, Alberto David est le numéro 2 italien avec un classement Elo de 2 585.

## Compétitions par équipe
Alberto David a représenté le Luxembourg lors de six olympiades (de 1994 à 2002, puis en 2006), remportant la médaille d'argent individuelle au premier échiquier lors de l'olympiade d'échecs de 2002 en Slovénie grâce à son score de 11/13. Il a joué pour le Luxembourg lors de trois championnats d'Europe (en 1992, 2001 et 2003), remportant une médaille d'or individuelle en 2003 (avec une marque de six points sur huit au premier échiquier).
Lors de l'olympiade d'échecs de 2014, Alberto David a joué pour l'Italie au deuxième échiquier.

## Palmarès
Entre 2003 et 2005, il remporta l'open international FIDE du championnat d'échecs de Paris (2003 et 2005) ainsi que le tournoi du NAO Chess Club en février 2003 et décembre 2004 (ex æquo avec Maxime Vachier-Lagrave). En 2004 et 2008, il fut premier ex æquo de l'open du championnat de Paris, sixième au départage en 2004 et deuxième, devancé au départage par  Vachier-Lagrave en 2008.

## Parcours en club
Il joue notamment avec le club Obiettivo Risarcimento Padova, avec lequel il est plusieurs fois champion d'Italie.